# Clerkenwell
Clerkenwell es un barrio del municipio de Islington, en Londres (Inglaterra). Esta zona del centro de Londres fue una antigua parroquia y desde 1900 a 1965 formó parte del municipio metropolitano de Finsbury. El pozo ("well") del que toma su nombre, fue redescubierto en 1924. La fabricación y reparación de relojes fue en el pasado una actividad económica de gran importancia en esta zona. La parte suroeste de Clerkenwell fue conocida en el pasado como la "Pequeña Italia" (Little Italy) de Londres, dado el gran número de italianos que allí vivieron, desde los años 1850 hasta los años 1960.

## Historia
El nombre procede de Clerks' Well (Pozo de Clerk) en Farringdon Lane (clerken era el genitivo plural de clerk en inglés medio, una variación de clerc, lo que significa persona letrada o clérigo). En la Edad Media, los London Parish clerks realizaban una interpretación anualmente de misterios basados en temas bíblicos. Parte del pozo aún se ve, inocrporado a un edificio de los años ochenta llamado Well Court. Se ve por una ventana de ese edificio que da a Farringdon Lane. El acceso al pozo está administrado por Islington Local History Centre y se pueden realizar visitas concertadas.
La orden de los Caballeros hospitalarios de la Orden de San Juan de Jerusalén tuvieron aquí su sede, en el priorato de Clerkenwell; Gerardo Tum fundó la orden para proporcionar asistencia médica durante las cruzadas. La St John's Gate, construida por Sir Thomas Docwra en 1504, sobrevive en una forma reconstruida de lo que era anteriormente la puerta del priorato. 
En el siglo XVII, el sur de Clerkenwell se convirtió en un lugar de residencia de moda. Oliver Cromwell poseyó una casa en Clerkenwell Close, justo frente al Green. Antes de convertirse en zona residencial, Clerkenwell tenía fama de ser lugar de recreo a escasa distancia de la ciudad, donde los londinenses podían distraerse en sus balnearios, de los que había varios, basados en sus manantales; había casas de te y teatros. El actual Sadler's Wells ha sobrevivido heredero de esta tradición, después de haber sido reconstruido varias veces.
En Clerkenwell hubo también tres prisiones: Clerkenwell Bridewell, Coldbath Fields Prison (más tarde Clerkenwell Gaol) y la New Prison, más tarde la Clerkenwell House of Detention, famosa por la escena del Clerkenwell Outrage en 1867, un intento de fuga de prisión por fenianos que mataron a muchos intentando abrir un agujero en los muros de la prisión.
La Revolución industrial alteró la zona, que se convirtió en centro de cervecerías y destilerías y también de la industria de la imprenta. Ganó reputación especialmente por la fabricación de relojes.
Clerkenwell Green se ha relacionado históricamente con el radicalismo, desde los lolardos en el siglo XVI, a los cartistas en el XIX y los comunistas en el XX. En 1902, Vladímir Lenin trasladó la publicación de Iskra a la Federación Democrático Social en el 37a de Clerkenwell Green, y los números 22 a 38 fueron de hecho editadas allí; en 1903, el periódico se trasladó a Ginebra. 
Sufrió un proceso de declive industrial tras la Segunda Guerra Mundial. Un proceso de renacimiento y gentrificación se produjo en los ochenta, y la zona es hoy conocida por viviendas tipo loft en algunos de los antiguos edificios industriales.

## Transporte
La estación de Farringdon, que proporciona servicios de metro y ferrocarril, es la única que hay en el mismo Clerkenwell. Sin embargo, la estación de Angel, King's Cross St Pancras, Chancery Lane y Barbican quedan todas cerca de Clerkenwell.